# Iris (eksperimentalfilm)
 For alternative betydninger, se Iris. (Se også artikler, som begynder med Iris)
Iris er en dansk eksperimentalfilm fra 1992 med instruktion og manuskript af Adam Wolden-Ræthinge.

## Handling
Et billeddigt om sjælen i øjet.